# Algèbre tensorielle
Pour les articles homonymes, voir « Algèbre (homonymie) » et notamment l'algèbre tensorielle au sens de théorie des tenseurs.

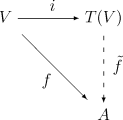
Propriété universelle d'extension.

En mathématiques, une algèbre tensorielle est une algèbre sur un corps dont les éléments (appelés tenseurs) sont représentés par des combinaisons linéaires de « mots » formés avec des vecteurs d'un espace vectoriel donné. Les seules relations de dépendance linéaire entre ces mots sont induites par les combinaisons linéaires entre les vecteurs.
Si l'espace vectoriel sous-jacent est muni d'une base, son algèbre tensorielle s'identifie avec l'algèbre associative unitaire libre engendrée par cette base. Si cette base est finie, les tenseurs s'identifient avec des tableaux de coordonnées.
L'algèbre tensorielle permet d'étendre en morphismes d'algèbres toutes les applications linéaires d'un espace vectoriel vers les algèbres associatives unitaires. À ce titre, la construction de l'algèbre tensorielle sur un espace vectoriel est adjointe à gauche à l'oubli de la structure multiplicative.
Divers quotients de l'algèbre tensorielle constituent l'algèbre symétrique, l'algèbre extérieure, l'algèbre géométrique…

## Construction mathématique

### Définition par l'algèbre libre
Un mot sur un ensemble est une suite finie d'éléments de cet ensemble, souvent notée sans séparateurs ni parenthèses. L'algèbre libre sur un ensemble {\displaystyle E} est l'espace vectoriel des familles presque nulles indexées par les mots sur {\displaystyle E}, muni de la multiplication induite par la concaténation. Chaque mot {\displaystyle m} est identifié avec la suite qui vaut 1 en {\displaystyle m} et 0 partout ailleurs.
La non-commutativité des lettres d'un mot empêche certaines simplifications usuelles comme dans l'égalité suivante :
{\displaystyle (a+b)(a-b)=aa-ab+ba-bb\,}.
Il n'y a pas d'annulation de (−{\displaystyle ab}) par (+{\displaystyle ba}), a contrario de l'identité remarquable valable pour les nombres réels ou complexes.
Pour définir l'algèbre tensorielle sur un espace vectoriel {\displaystyle V}, il suffit de considérer l'algèbre libre engendrée par tous les éléments de {\displaystyle V} puis de la quotienter par l'idéal bilatère engendré par les relations linéaires sur {\displaystyle V}. L'algèbre quotient est notée {\displaystyle T(V)}. Dans ce cadre, les vecteurs servant de lettres dans chaque mot sont souvent séparées par le symbole du produit tensoriel, semblable à la croix de multiplication inscrite dans un cercle.

### Construction par produit tensoriel
On fixe un espace vectoriel {\displaystyle V} sur un corps {\displaystyle K}. Pour tout entier {\displaystyle n\geq 1}, on considère la puissance tensorielle {\displaystyle V^{\otimes n}} (qui est le produit tensoriel sur {\displaystyle K} de {\displaystyle n} copies de {\displaystyle V}). Par convention, {\displaystyle V^{\otimes 0}=K}. Soit {\displaystyle T(V)} l'espace vectoriel {\displaystyle \oplus _{n\geq 0}V^{\otimes n}}. On peut munir {\displaystyle T(V)} d'une structure de {\displaystyle K}-algèbre de la façon suivante :
1. Soient {\displaystyle n,m\geq 0}. L'application {\displaystyle (n+m)}-linéaire canonique {\displaystyle V^{n}\times V^{m}=V^{n+m}\to V^{\otimes (n+m)}} induit par propriété universelle du produit tensoriel une application bilinéaire {\displaystyle V^{\otimes n}\times V^{\otimes m}\to V^{\otimes (n+m)}}. On notera l'image de {\displaystyle (x,y)} par {\displaystyle x\otimes y}. Concrètement, si {\displaystyle x=v_{1}\otimes v_{2}\otimes ...\otimes v_{n}\in V^{\otimes n}} et {\displaystyle y=u_{1}\otimes u_{2}\otimes ...\otimes u_{m}\in V^{\otimes m}}, alors
{\displaystyle x\otimes y=v_{1}\otimes v_{2}\otimes ...\otimes v_{n}\otimes u_{1}\otimes u_{2}\otimes ...\otimes u_{m}}.
2. On définit alors le produit {\displaystyle x.y\,} de {\displaystyle x=x_{0}+x_{1}+...\,} et {\displaystyle y=y_{0}+y_{1}+...\,} (avec {\displaystyle x_{n},y_{n}\in V^{\otimes n}}) par :
{\displaystyle x.y=\sum _{n,m}x_{n}\otimes y_{m}.}
On vérifie que cela définit bien une structure de {\displaystyle K}-algèbre, et on appelle {\displaystyle T(V)} l'algèbre tensorielle de {\displaystyle V}.

## Exemples
- Si {\displaystyle V} est un espace vectoriel de dimension 1 engendré par un élément {\displaystyle x}, l'algèbre tensorielle {\displaystyle T(V)} s'identifie avec l'algèbre des polynômes à une indéterminée.
- Si {\displaystyle V} est de dimension quelconque, tout choix d'une base sur {\displaystyle V} identifie son algèbre tensorielle avec l'algèbre des polynômes non commutatifs à indéterminées dans la base de {\displaystyle V}. Dans ce cas, les coefficients de ces polynômes constituent les valeurs de tableaux de coordonnées pour représenter chaque tenseur.

### Propriétés
- L'algèbre tensorielle {\displaystyle T(V)} est une {\displaystyle K}-algèbre unitaire, non-commutative en général.
- L'algèbre tensorielle est graduée par la longueur des mots. Chaque tenseur se décompose de façon unique en une somme de tenseurs homogènes, c'est-à-dire qui sont combinaisons linéaires de mots de même longueur. Ceci est une traduction de l'écriture de {\displaystyle T(V)} comme somme directe des {\displaystyle V^{\otimes n}}, {\displaystyle n\geq 0}. Les tenseurs homogènes de degré {\displaystyle n} sont exactement les éléments de {\displaystyle V^{\otimes n}}. Les vecteurs de {\displaystyle V} sont donc les tenseurs homogènes de degré 1.
- (Propriété universelle) Pour toute application linéaire {\displaystyle f} d'un espace vectoriel {\displaystyle V} vers une algèbre associative unitaire {\displaystyle A}, il existe un unique morphisme d'algèbres qui étende l'application {\displaystyle f} à l'algèbre tensorielle {\displaystyle T(V)}. Concrètement, le morphisme envoie {\displaystyle v_{1}\otimes ...\otimes v_{n}} sur {\displaystyle f(v_{1})...f(v_{n})}. Cette propriété caractérise l'algèbre tensorielle à isomorphisme unique près.

## Applications: algèbres symétrique, extérieure, géométrique
L'algèbre symétrique sur un espace vectoriel {\displaystyle V} est le quotient de son algèbre tensorielle par l'idéal engendré par les commutateurs de la forme :
{\displaystyle v\otimes u-u\otimes v}.
Tout choix d'une base pour {\displaystyle V} identifie son algèbre symétrique avec l'algèbre des polynômes à indéterminées dans la base (i.e. à {\displaystyle dim(V)} indéterminées).
L'algèbre extérieure sur {\displaystyle V} est le quotient de son algèbre tensorielle par l'idéal bilatère engendré par les éléments de la forme :
{\displaystyle v\otimes v}.
L'algèbre géométrique, cas particulier des algèbres de Clifford associées à une forme quadratique q, est le quotient de son algèbre tensorielle par l'idéal bilatère engendré par les éléments de la forme:
{\displaystyle \quad v\otimes v-q(v)}

## Généralisation: algèbre tensorielle d'un module
Pour tout module {\displaystyle M} sur un anneau commutatif unitaire {\displaystyle A}, on construit de la même façon une {\displaystyle A}-algèbre unitaire graduée {\displaystyle T(M)=\oplus _{n\geq 0}M^{\otimes n}}. On a encore la propriété universelle qui caractérise l'algèbre tensorielle.
On définit encore l'algèbre symétrique {\displaystyle {\mathrm {Sym} }(M)} et l'algèbre extérieure {\displaystyle \Lambda M} comme dans le cas des espaces vectoriels. L'image de {\displaystyle M^{\otimes n}\subset T(M)} dans {\displaystyle {\mathrm {Sym} }(M)} (resp. {\displaystyle \Lambda M}) est la {\displaystyle n}-ième puissance symétrique {\displaystyle {\mathrm {Sym} }^{n}(M)} (resp. {\displaystyle n}-ième puissance extérieure {\displaystyle \Lambda ^{n}M})
de {\displaystyle M}.
Lorsque {\displaystyle M} est libre, {\displaystyle T(M)} est isomorphe à l'anneau des polynômes non-commutatif à coefficients dans {\displaystyle A} à indéterminées indexées par les éléments d'une base.
Soit {\displaystyle A\to B} un homomorphisme d'anneaux commutatifs unitaires et notons {\displaystyle M_{B}=M\otimes _{A}B} qui est un {\displaystyle B}-module par la multiplication à droite, alors {\displaystyle T(M_{B})} est canoniquement isomorphe à la {\displaystyle B}-algèbre {\displaystyle T(M)\otimes _{A}B}. Ceci est très utile pour appréhender la structure de {\displaystyle T(M)} lorsque {\displaystyle M} n'est pas libre. Cette compatibilité avec l'extension de scalaires reste valable pour les algèbres et puissances symétriques et extérieures.

## Note
1. 1 2  Serge Lang, Algèbre, Paris, Dunod, 2020, 926 p., p. 619
2. ↑  On prendra garde que les éléments de {\displaystyle V^{\otimes n}} ne sont pas tous de cette forme en général. Ils sont des sommes finies de tels vecteurs.